# Big Black (Perkussionist)

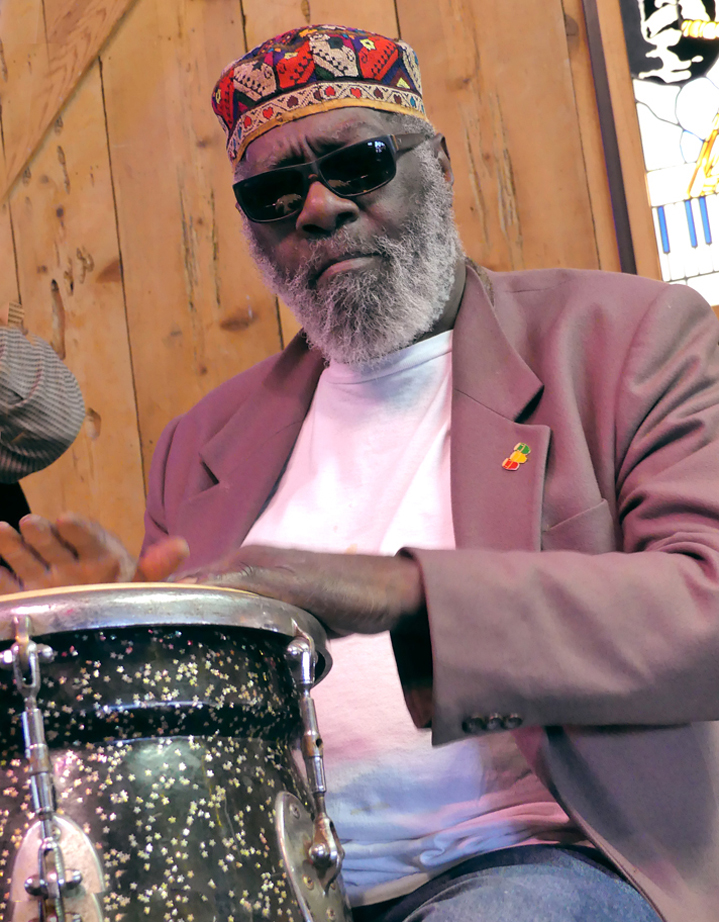
Big Black

Big Black (* 1934 in Savannah (Georgia) als Daniel Ray) ist ein amerikanischer Perkussionist des Latin und Ethno-Jazz.

## Leben und Wirken
Big Black erhielt diesen Namen von einem älteren Bruder wegen seines Interesses für Trommeln. Nachdem er während seiner Highschool-Zeit  im Radio die Conga in der kubanischen Musik gehört hatte, interessierte er sich für das Instrument und reiste nach Florida und auf die Bahamas, wo er insgesamt fünf Jahre verbrachte. Dort spielte er mit Lord Fleas Calypso Band, lernte bei Fish Ray und Johnny „Slick“ Engraham und wirkte im Calypso Eddy Trio sowie bei Sam Role mit. In Miami arbeitete er bei Jack Contanzo, Moe Koffman und dem Contemporary Jazz Orchestra, bevor er eine Band mit dem Trompeter Billy Cook gründete und einen eigenen Zugang zur Verschmelzung karibischer und Jazzrhythmen fand.
In den 1960er Jahren zog er nach New York City, wo er in den Bands von Freddie Hubbard (Night of the Cookers) und Randy Weston spielte und auch mit Ray Bryant, Johnny Barracuda, Junior Cook und Eric Dolphy zu hören war. 1965 wurde er im Karibischen Pavilion der Weltausstellung vorgestellt; im selben Jahr trat er mit Dizzy Gillespie auf dem Newport Jazz Festival auf. Er erhielt einen Plattenvertrag und legte bis 1972 vier eigene Alben vor, auf denen er teilweise auch in den Bereich afrikanischer Rhythmen vorstieß. Daneben war er Mitglied der Butterfield Blues Band. Später war er auch als Schauspieler von Nebenrollen in Filmen wie Uptown Saturday Night, Blazing Saddles oder Minus Man tätig. Weiter spielte er mit Sun Ra und B. B. King, nahm aber auch mit Charles Tolliver auf und musizierte während des Weltmeisterschaftskampfs von Muhammad Ali 1974. In den 1990er Jahren war er der musikalische Leiter mehrerer Projekte von Randy Weston.

## Diskographische Hinweise
- Message to our Ancestors (1967)
- Elements of Now (1968, Caiphus Semenya, Herman Riley, Curtis Peagler, Howard Johnson, Ray Draper, Maurice Spears, Charles Mallory, Leslie Hargrove, Ron Marshall, Stan Gilbert, Billy Moore)
- Lion Walk (1968)
- (If you're) Diggin' what you're doin' (keep on doin' what you're diggin') (1971)
- Big Black and the Blues (1972)
- Ethnic Fusion (1983, mit Anthony Wheaton)